# Římskokatolická farnost Vedrovice
Římskokatolická farnost Vedrovice je územní společenství římských katolíků s farním kostelem svaté Kunhuty.

## Historie farnosti
Poprvé se název obce ve starých listinách objevuje až v roce 1363. Kostelík zasvěcený svaté Kunhutě, se poprvé připomíná roku 1543. Kostel býval od nepaměti filiálním v olbramovické farnosti. K ustanovení prvního zdejšího faráře došlo v prosinci 1863. 

## Duchovní správci
Od 1. září 1991 je administrátorem excurrendo R. D. Jan Fiala z Olbramovic u Moravského Krumlova.

## Bohoslužby
| Kostel        | Místo     | Bohoslužba (den) | Hodina     | Poznámka     |
| ------------- | --------- | ---------------- | ---------- | ------------ |
| svaté Kunhuty | Vedrovice | neděle čtvrtek   | 7.45 18.00 | farní kostel |

## Aktivity ve farnosti
Dnem vzájemných modliteb farností za bohoslovce a bohoslovců za farnosti brněnské diecéze je 21. června. Adorační den připadá na nejbližší neděli po 23. srpnu.
Ve farnosti se pravidelně koná tříkrálová sbírka. Výtěžek sbírky v roce 2018 dosáhl 24 371 korun.